# Haliclona ligniformis
Haliclona ligniformis är en svampdjursart som först beskrevs av Arthur Dendy 1922.  Haliclona ligniformis ingår i släktet Haliclona och familjen Chalinidae. Inga underarter finns listade i Catalogue of Life.